# Victor Mollet
Victor Jean Baptiste Mollet, né à Seclin le 22 août 1860 et mort le 17 décembre 1944, est un architecte DPLG de Lille.

## Biographie
Il est élève d'Alfred Newnham à l’École des beaux-arts de Lille, puis de Louis-Jules André et Victor Laloux à l’École Nationale des beaux arts de Paris. Il est diplômé le 22 janvier 1891.
En 1891, il participe au Salon des artistes français à Paris en proposant une maison de campagne, ce qui lui valut une mention honorable dans la section architecture.
Il devient architecte à Lille et est le premier architecte DPLG de la région Nord-Pas-de-Calais. Il a été chef d'atelier à l'École régionale de Lille.
En 1896, il est désigné comme architecte chargé des travaux de réparation du Palais des Beaux-Arts de Lille , puis il est nommé comme architecte du Palais des Beaux-Arts de Lille en 1912.
Sa principale réalisation est la villa Saint-Charles à Lambersart. Cette villa de style éclectique a été construite en 1891 pour son oncle Charles Mollet. Depuis 2000, la villa est classée Monument historique.
Dans les années 1930, il est chargé avec son fils Louis Mollet de réaliser l'atrium du Palais des Beaux-Arts de Lille . Victor Mollet est très attaché à la ville de Seclin, il réalisa de nombreuses maisons de maitres pour de riches industriels comme les industriels Dujardin, Guillemaud et Duriez.
Il est le frère de Marie-Virginie Duhem qui était la doyenne des Français de 1975 à 1978 et la doyenne de l'humanité durant 5 mois.

## Principales réalisations
- La Villa Saint-Charles à Lambersart [7],[9]
- Un immeuble 16 boulevard Carnot à Lille[10]
- La Chapelle Saint Piat [11],[12]
- La caserne de pompiers à Seclin[13]
- La villa-château d’Auguste Boidin, 68 rue Bouvry à Seclin[14]
- Une maison, 31 rue de Burgault à Seclin [15]
- L'Hôtel de Ville de Seclin[16]
- Le monument aux Morts de Seclin [17],[18]
- Restauration de Église Saint-Vincent de Marcq-en-Barœul en 1931 [19]
- Maison Dujardin à Seclin [20] Mairie de Seclin, œuvre de Victor Mollet

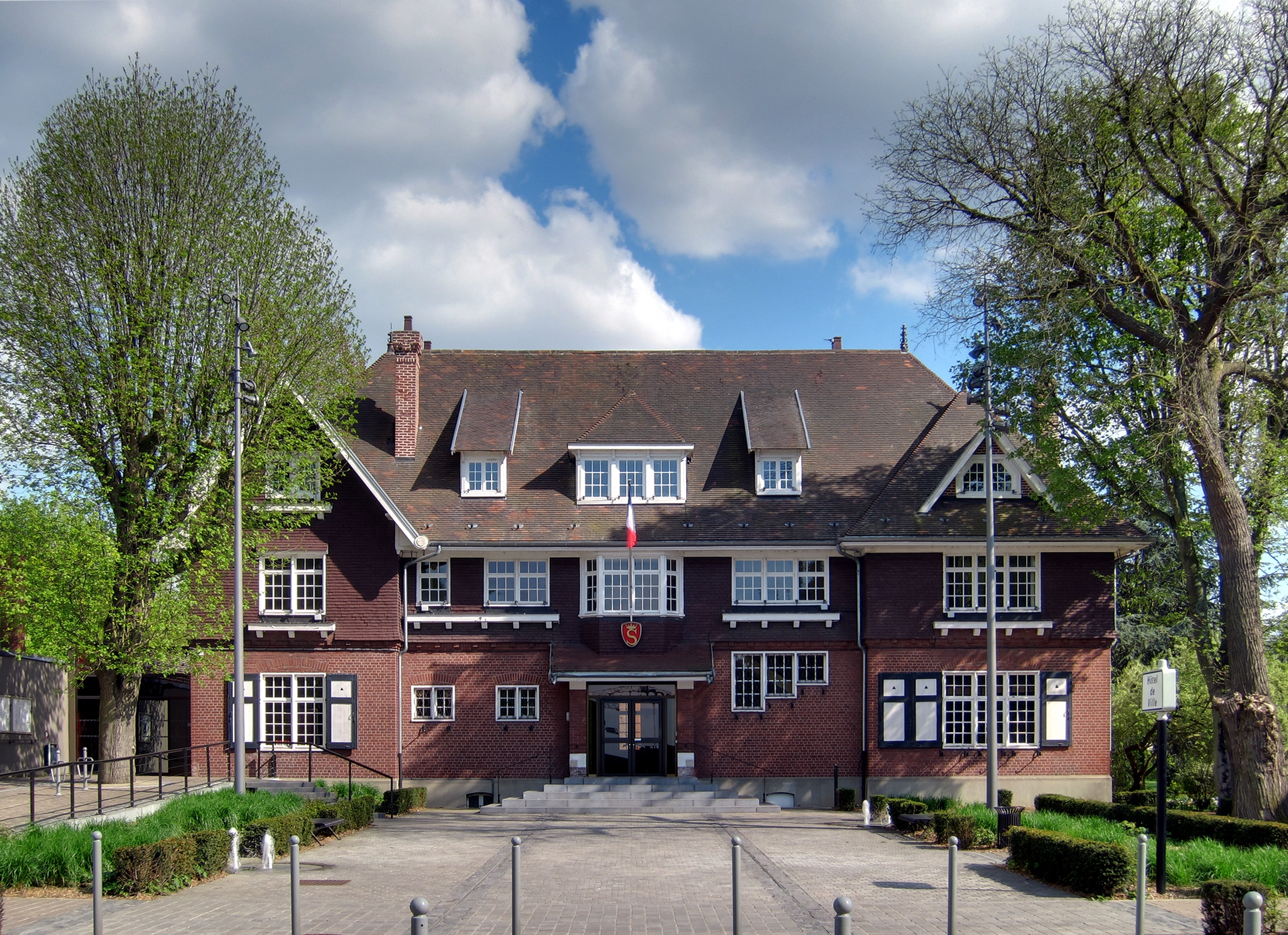
Mairie de Seclin, œuvre de Victor Mollet

- Un hôtel particulier, 10 rue des Poissonceaux à Lille, siège de Lille’s Agency, agence de promotion de la métropole lilloise